# Inscripció de Veliisa
La inscripció de Veliisa és un fragment d’una estela sirohitita d’entorn el segle VIII a. C. escrita en jeroglífic luvi. Trobada a Veliisa (a 15 km al nord de Niğde), es creu que hauria estat encarregada per un dels reis de Tuwana. Actualment es pot trobar al Museu de Niğde.

## Descripció
Aquesta inscripció fou escrita sobre basalt gris allisat a ambdues cares. Desafortunadament, s’han perdut les parts superior i esquerra d’aquesta estela.
J. D. Hawkins suposa que l’escrit hauria estat dividit amb una línia vertical central en dues columnes, ja que se’ns conserva una mica més de la meitat de l’amplada de l’estela i la podem veure. A més, menciona que al revers es poden trobar dues efígies encarades amb la línia entre elles, tot i que no ofereix cap imatge al respecte. I, a l’anvers d’aquesta, trobem la inscripció ja denominada, de la qual es conserva una única frase escrita en cursiva de dreta a esquerra. Aquesta es troba transcrita més endavant.
Les mides d’aquesta peça són 43 cm d’altura, 44 cm d’amplada i un gruix màxim de 20 cm.

## Localització
Aquesta estela fou trobada a la localitat de Veliisa, a 15 km al nord de Niğde, i actualment es conserva al Museu de Niğde, sota el número d’inventari 53.

## Descobriment i contextualització
Es desconeixen els detalls del seu descobriment, únicament se sap que fou trobada a Veliisa en data anterior a l’any 1939, quan I. J. Gelb publicà el llibre Hittite Hieroglyphic Monuments, on ja constava la inscripció i una fotografia d’aquesta.
J. D. Hawkins fa una proposta de datació d’aquesta entorn el segle VIII a. C. basant-se en la tipologia dels símbols, com també una transcripció que es pot trobar més avall.
A més a més, H. C. Melchert la reafirma com a post-imperial (sirohitita), és a dir, posterior a la caiguda de l’Imperi Hitita (1200 a. C.).

## Estudis relacionats
La primera menció d’aquesta estela que es té constància és de I. J. Gelb, qui el 1939 oferí una petita descripció de com fou trobada juntament amb una fotografia.
Posteriorment, ja al segle XXI, J. D. Hawkins va fer-ne una explicació i interpretació més completa al seu treball Corpus of Hieroglyphic Luwian Inscriptions, complementada amb una petita rectificació en el seu més recent tercer volum del 2024.
H. C. Melchert també va ubicar-la en un mapa de dispersió i ubicació temporal d’inscripcions.
Finalment, al treball Stelae from Tuwana, podem trobar una anàlisi detallada dels símbols d’aquesta en comparació amb altres esteles i inscripcions de la zona per determinar l’evolució del sistema d’escriptura luvi.

## Transcripció del text
|    | Transliteració                                               | Traducció (a l'anglès)            |
| -- | ------------------------------------------------------------ | --------------------------------- |
| §1 | [...-z]a ‖ -sa-pa-wa/i-mu-ta wa/i-su \| PES-wa/i-da          | [Tarhun]za(?) came well for me,   |
| §2 | wa/i-mu OMNIS-MI BONUS-na-wa/i-ia-a CUM-ni [i-zi]-ia-[ta ... | and for me [he did] all good [... |

En aquest fragment s’invoca al déu luvi Tarhunza, tot i que, degut a la fragmentació de l’estela, no podem deduir-ne gaire més.